# 新闸街道
新闸街道，是中华人民共和国江苏省常州市钟楼区下辖的一个乡镇级行政单位。

## 行政区划
新闸街道下辖以下地区：
常州冶金机械厂家委会、武进化肥厂家委会、新闸社区、永丰社区、庆丰社区、唐家社区、凌家社区和前进社区。